# Władimir Czernawin (biolog)

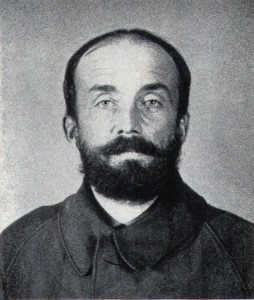
Władimir Wiaczesławowicz Czernawin

Władimir Wiaczesławowicz Czernawin (ros. Владимир Вячеславович Чернавин, ur. 1887 w Carskim Siole, zm. 31 marca 1949) – rosyjski biolog, ichtiolog.

## Życiorys
Gdy miał 12 lat, z powodu słabego zdrowia został wysłany do babki w Omsku. W dziedzinie biologii był samoukiem, w wieku 18 lat uczestniczył w wyprawie zoologicznej W. Sapojnikowa do zachodniej Mongolii. W 1925 roku został dyrektorem produkcji i badań w Instytucie Połowów w Murmańsku. Profesor Ichtiologii Instytutu Agronomii w Leningradzie. W 1930 roku oskarżony o „nieproletariacką psychologię”, a także, jako jeden z wielu, obwiniony o niepowodzenie pierwszego planu pięcioletniego; aresztowany i zesłany do gułagu. Po dwóch latach udało mu się uciec z rodziną do Finlandii. Wspomnienia z pobytu w gułagu i ucieczki opisał w książce I Speak for the Silent Prisoners of the Soviets. Jego żona Tatiana również opublikowała swoje wspomnienia. Od 1933 roku żył w Wielkiej Brytanii. Zmarł w 1949 roku.

## Wybrane prace
- I Speak for the Silent Prisoners of the Soviets. Boston: Half Cushman & Flint, 1935
- A revision of some Trichomycterinae based on material preserved in the British Museum (Natural History). Proceedings of the Zoological Society of London, 114: 234-275, 1944
- Changes in the Salmon Skull. 1938
- The feeding mechanisms of a deep sea fish, Chauliodus sloani Sckneider. 1953
- The breeding characters of salmon in relation to their size. 1944
- The origin of salmon: Is its ancestry marine or fresh water. Salm. Trout Mag, 1939
- Six Specimens of Lyomeri in the British Museum (with notes on the skeleton of Lyomeri). 1940
- Further Notes on the Structure of the Bony Fishes of the Order Lyomeri (Eurypharynx). 1940